# Márkus Sándor (színművész)
Márkus Sándor (Debrecen, 1990. január 20. –) magyar színész, bábművész.

## Életpályája
Álmosdon nőtt fel. 2008-ban érettségizett a helyi Ady Endre Gimnáziumban. 2008–2013 között a Színház- és Filmművészeti Egyetem bábszínész szakos hallgatója volt. Diplomaszerzése után Eke Angélával megalapította a Nylon Groupot. 2017-től a Budapest Bábszínház tagja. Szinkronizálással is foglalkozik.

## Fontosabb színházi szerepei
- Nyúl Péter – Beatrix Potter-Fekete Ádám: Nyúl Péter (rendező: Ellinger Edina)
- Rókus mókus, Mek-Mek meteorológus, Fakír, Tunya – Tersánszky Józsi Jenő: Misi mókus vándorúton(rendező: Kovács Gyula)
- Fiatal Bambi, Hopsz, Porro, Geno – Felix Salten-Hársing Hilda: Bambi (rendező: Szilágyi Bálint)
- Macska – Neil Gaiman: Coraline (rendező: Ascher Tamás)
- Grimm testvérek-Márton László: A bátor csikó (rendező: Csizmadia Tibor)
- "befalazva" – in memoriam Ország Lili (rendező: Gergye Krisztián)
- A hattyúk tava (rendező: Balázs Zoltán)
- Kököjszi és Bobojsza (rendező: Halasi Dániel; Budaörsi Latinovits Színház)
- Amphitryon (rendező: Gothár Péter; Nemzeti Színház)
- Az ember tragédiája (rendező: Alföldi Róbert; Nemzeti Színház)
- A tanítónő (rendező: Novák Eszter; Nemzeti Színház)
- A tavasz ébredése (rendező: Alföldi Róbert; Színház- és Filmművészeti Egyetem)
- Olympos High School (rendező: Tengely Gábor; Színház- és Filmművészeti Egyetem)
- Szép új világ (rendező: Csizmadia Tibor; Színház- és Filmművészeti Egyetem)